# 유리 로트만

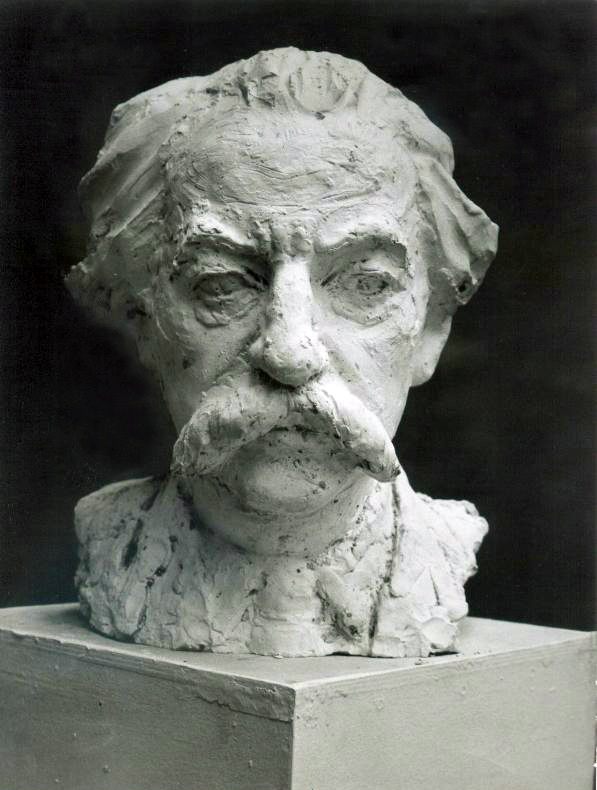

유리 미하일로비치 로트만(Ю́рий Миха́йлович Ло́тман, 1922년 2월 28일 ~ 1993년 10월 28일)은 소비에트 연방의 중요한 문학자, 기호학자, 문화 역사학자이다. 에스토니아 과학 아카데미의 회원이다. 타르투-모스크바 기호학파의 창시자이고 소련의 첫 구조주의 기호학자로 본다. 초기 에세이 '구조에 있어서 언어학 및 철학 개념의 한계에 관하여(On the Delimitation of Linguistic and Philological Concepts of Structure. 1963)와 구조주의 시학의 작품들 때문이다. 인쇄된 저작만 800편 이상이다. 현재 탈린 대학교(University of Tallinn)에 그의 기록보관소가 있으며 러시아 지식인들과의 서신교환을 포함한 방대한 기록물이 있다.

## 일대기
유리 로트만은 러시아 페트로그라드의 유태인 지식인 가정에서 태어났다. 그의 아버지 미카일 로트만(Mikhail Lotman)은 법률가이고 어머니 알렉산드라 로트만(Aleksandra Lotman)은 소르본에서 공부한 치과의사이다. 그의 누나 Inna Obraztsova는 레닌그라드 음악학교(Leningrad Conservatory)를 졸업하고 작곡가, 음악이론 강사가 되었고, 그의 여동생 빅토리아 로트만(Victoria Lotman)은 중요한 심장학 의사가 되었다. 그의 셋째 누이 리디아 로트만(Lidia Lotman)은 19세기 후반 러시아문학을 연구하는 학자로서 러시아 과학 아카데미(Russian Academy of Science)의 러시아문학 연구소(Institute for Russian Literature)(푸시킨 하우스)의 교수진으로 있었다. 셋째누이는 상트페테르부르크에 살았다.
로트만은 1939년 고등학교를 우수한 성적으로 졸업하고 레닌그라드 주립대학(Leningrad State University)에 무시험으로 입학을 허가받았다. 여기서 어학(philology)를 공부했는데 셋째 누이 리디아의 대학친구 때문에 그런 결정을 하였다. (실제로 로트만은 고교시절부터도 대학의 어학(philology) 수업을 들었다.) Gukovsky, Azadovsky, Tomashevsky , Propp 등 그의 대학시절 선생님들은 저명한 강사이자 학자였다. 1940년 징집되어 2차대전 중 포병에서 무전병으로 복무했다. 1946년 제대하여 대학 학업으로 돌아와 1950년 우등으로 졸업장을 받았다. 처음 출판된 그의 논문은 18세기, 19세기 러시아 문학 및 사회 사상에 초점을 두고 있다.
레닌그라드의 반유대주의로 말미암아 학계에서 자리를 찾을 수 없어서 (박사과정에 지원할 수 없었음) 1950년 에스토니아로 갔다. 1954년부터 타르투 대학교 러시아어문학과 강사로서 일을 시작했다. 나중에 학과장이 된다. 타르투 시에서 타르투-모스크바 기호학파로 알려진 그의 학파를 세운다. 그 학파에는 Boris Uspensky, Vyacheslav Vsevolodovich Ivanov, Vladimir Toporov, Mikhail Gasparov, Alexander Piatigorsky, Isaak I. Revzin, Georgii Lesskis, Igor Grigorievitch Savostin 등이 있다. 집단적 작업의 결과로서 그들은 문화기호학의 이론틀을 만들었다.
타르투-모스크바 기호학파는 타르투 대학교 출판사에서 발행한 저널 '기호체계연구'(Sign Systems Studies)로 인해 널리 알려졌다. 이 저널은 현재 세계에서 가장 오래된 기호학(semiotics) 저널이다(1964년). 로트만은 문화이론(theory of culture), 러시아문학, 역사, 기호학(semiotics), semiology(기호 및 기호체계의 일반 이론)와 영화,예술,문학,로보트학의 기호학 등을 연구했다. 위의 여러 분야에서 로트만은 세계적으로 가장 널리 인용된다. 러시아문학에서 그가 힘을 쏟은 것은 푸시킨이다. 기호학,구조주의에서 그의 가장 영향력 큰 작업은 <<영화의 기호학>>(Semiotics of Cinema) <<시 텍스트의 분석>>(Analysis of the Poetic Text), <<예술 텍스트의 구조>>(The Structure of the Artistic Text)이다. 1984년 로트만은 'semiosphere'라는 전문용어 신조어를 만들었다.
유리 로트만의 아내 자라 민츠(Zara Mints)는 잘알려진 러시아문학 학자이자 타르투대학의 교수이다. 부부는 아들만 셋이다.
- 미하일 로트만(Mihhail Lotman; 1952년생)은 탈린대 교수, 기호학, 문학이론. 정치가로서 에스토니아의회의 의원이기도 했다.(conservative Res Publica party)
- 그리고리 로트만(Grigori Lotman; 1953년생)은 예술가이다.
- 알렉세이 로트만(Aleksei Lotman; 1960년생)은 생물학자이다. 2006년 이후 정치가로서 활동. 에스토니아 녹색당(Estonian Greens) 의원.

## 같이 보기
- 기호학